# Grand Prix Włoch 2014
Grand Prix Włoch 2014 (oficjalnie Formula 1 Gran Premio d’Italia 2014) – trzynasta eliminacja Mistrzostw Świata Formuły 1 w sezonie 2014, która odbyła się w dniach 5–7 września na torze Autodromo Nazionale di Monza w Monzy.

## Lista startowa
Źródło: Wyprzedź Mnie!
Na niebieskim tle kierowcy biorący udział jedynie w piątkowych treningach
| Nr | Kierowca            | Zespół                        | Samochód               | Silnik                         | Opony |
| -- | ------------------- | ----------------------------- | ---------------------- | ------------------------------ | ----- |
| 1  | Sebastian Vettel    | Infiniti Red Bull Racing      | Red Bull RB10          | Renault Energy F1-2014 1.6T V6 | P     |
| 3  | Daniel Ricciardo    | Infiniti Red Bull Racing      | Red Bull RB10          | Renault Energy F1-2014 1.6T V6 | P     |
| 4  | Max Chilton         | Marussia F1 Team              | Marussia MR03          | Ferrari 059/3 1.6T V6          | P     |
| 6  | Nico Rosberg        | Mercedes AMG Petronas F1 Team | Mercedes F1 W05 Hybrid | Mercedes-Benz PU106A 1.6T V6   | P     |
| 7  | Kimi Räikkönen      | Scuderia Ferrari              | Ferrari F14 T          | Ferrari 059/3 1.6T V6          | P     |
| 8  | Romain Grosjean     | Lotus F1 Team                 | Lotus E22              | Renault Energy F1-2014 1.6T V6 | P     |
| 9  | Marcus Ericsson     | Caterham F1 Team              | Caterham CT05          | Renault Energy F1-2014 1.6T V6 | P     |
| 10 | Kamui Kobayashi     | Caterham F1 Team              | Caterham CT05          | Renault Energy F1-2014 1.6T V6 | P     |
| 11 | Sergio Pérez        | Sahara Force India F1 Team    | Force India VJM07      | Mercedes-Benz PU106A 1.6T V6   | P     |
| 13 | Pastor Maldonado    | Lotus F1 Team                 | Lotus E22              | Renault Energy F1-2014 1.6T V6 | P     |
| 14 | Fernando Alonso     | Scuderia Ferrari              | Ferrari F14 T          | Ferrari 059/3 1.6T V6          | P     |
| 17 | Jules Bianchi       | Marussia F1 Team              | Marussia MR03          | Ferrari 059/3 1.6T V6          | P     |
| 19 | Felipe Massa        | Williams Martini Racing       | Williams FW36          | Mercedes-Benz PU106A 1.6T V6   | P     |
| 20 | Kevin Magnussen     | McLaren Mercedes              | McLaren MP4-29         | Mercedes-Benz PU106A 1.6T V6   | P     |
| 21 | Esteban Gutiérrez   | Sauber F1 Team                | Sauber C33             | Ferrari 059/3 1.6T V6          | P     |
| 22 | Jenson Button       | McLaren Mercedes              | McLaren MP4-29         | Mercedes-Benz PU106A 1.6T V6   | P     |
| 25 | Jean-Éric Vergne    | Scuderia Toro Rosso           | Toro Rosso STR9        | Renault Energy F1-2014 1.6T V6 | P     |
| 26 | Daniił Kwiat        | Scuderia Toro Rosso           | Toro Rosso STR9        | Renault Energy F1-2014 1.6T V6 | P     |
| 27 | Nico Hülkenberg     | Sahara Force India F1 Team    | Force India VJM07      | Mercedes-Benz PU106A 1.6T V6   | P     |
| 30 | Charles Pic         | Lotus F1 Team                 | Lotus E22              | Renault Energy F1-2014 1.6T V6 | P     |
| 34 | Daniel Juncadella   | Sahara Force India F1 Team    | Force India VJM07      | Mercedes-Benz PU106A 1.6T V6   | P     |
| 36 | Giedo van der Garde | Sauber F1 Team                | Sauber C33             | Ferrari 059/3 1.6T V6          | P     |
| 44 | Lewis Hamilton      | Mercedes AMG Petronas F1 Team | Mercedes F1 W05 Hybrid | Mercedes-Benz PU106A 1.6T V6   | P     |
| 45 | Roberto Merhi       | Caterham F1 Team              | Caterham CT05          | Renault Energy F1-2014 1.6T V6 | P     |
| 77 | Valtteri Bottas     | Williams Martini Racing       | Williams FW36          | Mercedes-Benz PU106A 1.6T V6   | P     |
| 99 | Adrian Sutil        | Sauber F1 Team                | Sauber C33             | Ferrari 059/3 1.6T V6          | P     |
| Nr | Kierowca            | Zespół                        | Samochód               | Silnik                         | Opony |

## Wyniki

### Sesje treningowe
Źródło: Wyprzedź Mnie!
| Sesja | Nr | Kierowca       | Konstruktor | Czas     | Okr. |
| ----- | -- | -------------- | ----------- | -------- | ---- |
| 1     | 44 | Lewis Hamilton | Mercedes    | 1:26,187 | 25   |
| 2     | 6  | Nico Rosberg   | Mercedes    | 1:26,225 | 41   |
| 3     | 44 | Lewis Hamilton | Mercedes    | 1:25,519 | 23   |

### Kwalifikacje
Źródło: Wyprzedź Mnie!
| Poz. | Nr | Kierowca          | Konstruktor          | Q1       | Q2       | Q3       | Poz. s. |
| --- | --- | ----------------- | -------------------- | -------- | -------- | -------- | ------- |
| 1 | 44 | Lewis Hamilton    | Mercedes             | 1:25,363 | 1:24,560 | 1:24,109 | 1       |
| 2 | 6 | Nico Rosberg      | Mercedes             | 1:25,493 | 1:24,600 | 1:24,383 | 2       |
| 3 | 77 | Valtteri Bottas   | Williams–Mercedes    | 1:26,012 | 1:24,858 | 1:24,697 | 3       |
| 4 | 19 | Felipe Massa      | Williams–Mercedes    | 1:25,528 | 1:25,046 | 1:24,865 | 4       |
| 5 | 20 | Kevin Magnussen   | McLaren–Mercedes     | 1:26,337 | 1:25,973 | 1:25,314 | 5       |
| 6 | 22 | Jenson Button     | McLaren–Mercedes     | 1:26,328 | 1:25,630 | 1:25,379 | 6       |
| 7 | 14 | Fernando Alonso   | Ferrari              | 1:26,514 | 1:25,525 | 1:25,430 | 7       |
| 8 | 1 | Sebastian Vettel  | Red Bull–Renault     | 1:26,631 | 1:25,769 | 1:25,436 | 8       |
| 9 | 3 | Daniel Ricciardo  | Red Bull–Renault     | 1:26,721 | 1:25,946 | 1:25,709 | 9       |
| 10 | 11 | Sergio Pérez      | Force India–Mercedes | 1:26,569 | 1:25,863 | 1:25,944 | 10      |
| 11 | 26 | Daniił Kwiat      | Toro Rosso–Renault   | 1:26,261 | 1:26,070 | –        | 21      |
| 12 | 7 | Kimi Räikkönen    | Ferrari              | 1:26,689 | 1:26,110 | –        | 11      |
| 13 | 25 | Jean-Éric Vergne  | Toro Rosso–Renault   | 1:26,140 | 1:26,157 | –        | 12      |
| 14 | 27 | Nico Hülkenberg   | Force India–Mercedes | 1:26,371 | 1:26,279 | –        | 13      |
| 15 | 99 | Adrian Sutil      | Sauber–Ferrari       | 1:27,034 | 1:26,588 | –        | 14      |
| 16 | 21 | Esteban Gutiérrez | Sauber–Ferrari       | 1:26,999 | 1:26,692 | –        | 15      |
| 17 | 13 | Pastor Maldonado  | Lotus–Renault        | 1:27,520 | –        | –        | 16      |
| 18 | 8 | Romain Grosjean   | Lotus–Renault        | 1:27,632 | –        | –        | 17      |
| 19 | 10 | Kamui Kobayashi   | Caterham–Renault     | 1:27,671 | –        | –        | 18      |
| 20 | 17 | Jules Bianchi     | Marussia–Ferrari     | 1:27,738 | –        | –        | 19      |
| 21 | 4 | Max Chilton       | Marussia–Ferrari     | 1:28,247 | –        | –        | 20      |
| 22 | 9 | Marcus Ericsson   | Caterham–Renault     | 1:28,562 | –        | –        | PIT     |
| Poz. | Nr | Kierowca          | Konstruktor          | Q1       | Q2       | Q3       | Poz. s. |
| \| Legenda \| Legenda \| \| ------------------------ \| ---------------------------------------------------------------------------------------------------------------------------------------------------------------------------------------------------------------------------------------------------------------- \| \| Poz. Nr Q1 Q2 Q3 Poz. s. \| Pozycja zajęta w sesji kwalifikacyjnej Numer startowy kierowcy Wynik uzyskany w pierwszej części kwalifikacji Wynik uzyskany w drugiej części kwalifikacji Wynik uzyskany w trzeciej części kwalifikacji Pozycja startowa po uwzględnięniu kar, przesunięć, itp. \| | |                   |                      |          |          |          |         |
| Legenda | |                   |                      |          |          |          |         |
| Poz. Nr Q1 Q2 Q3 Poz. s. | Pozycja zajęta w sesji kwalifikacyjnej Numer startowy kierowcy Wynik uzyskany w pierwszej części kwalifikacji Wynik uzyskany w drugiej części kwalifikacji Wynik uzyskany w trzeciej części kwalifikacji Pozycja startowa po uwzględnięniu kar, przesunięć, itp. |                   |                      |          |          |          |         |

### Wyścig

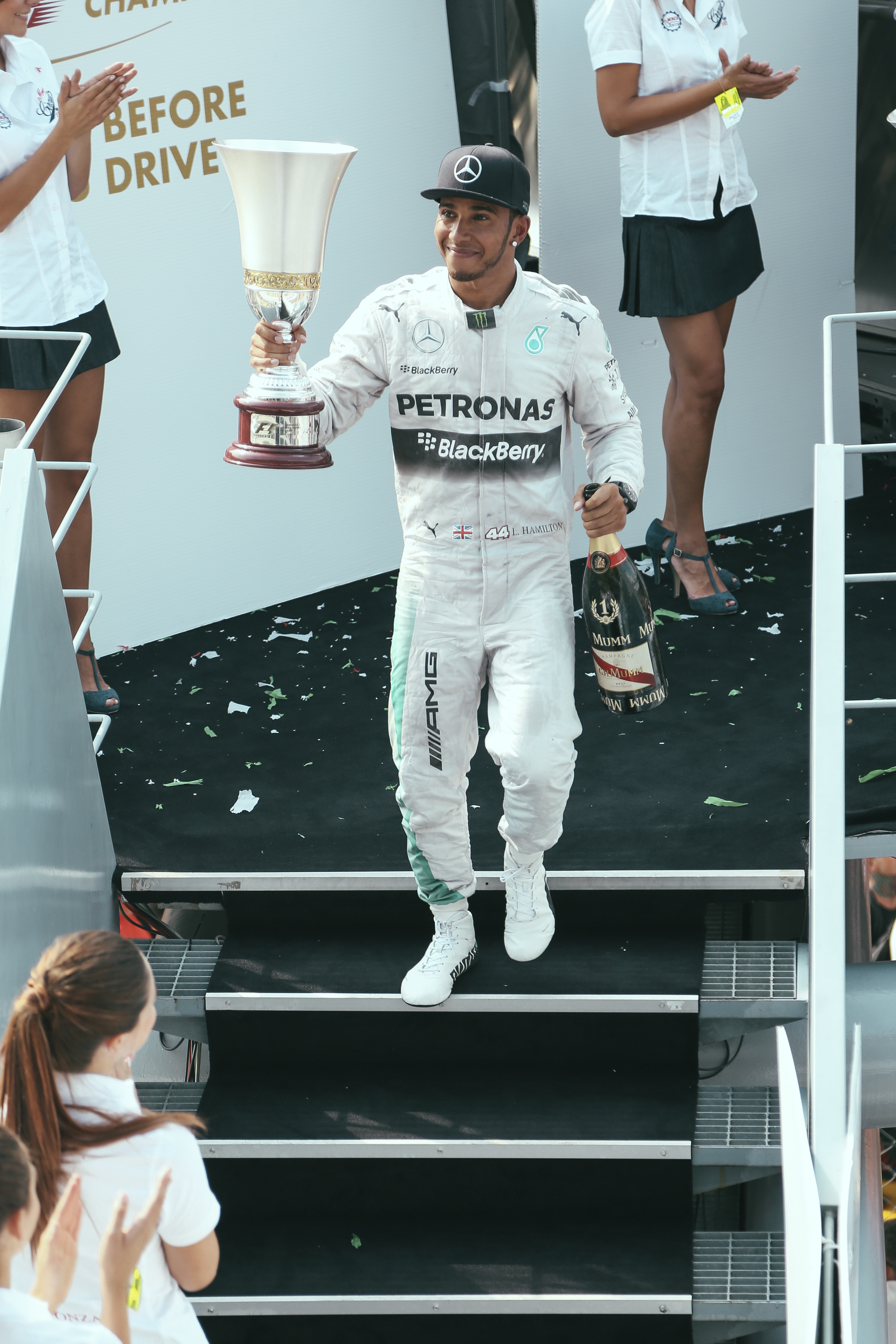
Lewis Hamilton na podium po wyścigu

Źródło: Wyprzedź Mnie!
| P                 | + / –     | Nr | Kierowca          | Konstruktor          | Okr. | Czas / Strata | Komentarz |
| ----------------- | --------- | -- | ----------------- | -------------------- | ---- | ------------- | --------- |
| 1                 | Bez zmian | 44 | Lewis Hamilton    | Mercedes             | 53   | 1h19m10,236   |           |
| 2                 | Bez zmian | 6  | Nico Rosberg      | Mercedes             | 53   | +0:03,175     |           |
| 3                 | 1         | 19 | Felipe Massa      | Williams–Mercedes    | 53   | +0:25,026     |           |
| 4                 | 1         | 77 | Valtteri Bottas   | Williams–Mercedes    | 53   | +0:40,786     |           |
| 5                 | 4         | 3  | Daniel Ricciardo  | Red Bull–Renault     | 53   | +0:50,309     |           |
| 6                 | 2         | 1  | Sebastian Vettel  | Red Bull–Renault     | 53   | +0:59,965     |           |
| 7                 | 3         | 11 | Sergio Pérez      | Force India–Mercedes | 53   | +1:02,518     |           |
| 8                 | 2         | 22 | Jenson Button     | McLaren–Mercedes     | 53   | +1:03,063     |           |
| 9                 | 2         | 7  | Kimi Räikkönen    | Ferrari              | 53   | +1:03,535     |           |
| 10                | 5         | 20 | Kevin Magnussen   | McLaren–Mercedes     | 53   | +1:06,171     | [ a ]     |
| 11                | 10        | 26 | Daniił Kwiat      | Toro Rosso–Renault   | 53   | +1:11,184     |           |
| 12                | 1         | 27 | Nico Hülkenberg   | Force India–Mercedes | 53   | +1:12,606     |           |
| 13                | 1         | 25 | Jean-Éric Vergne  | Toro Rosso–Renault   | 53   | +1:13,093     |           |
| 14                | 2         | 13 | Pastor Maldonado  | Lotus–Renault        | 52   | +1 okr        |           |
| 15                | 1         | 99 | Adrian Sutil      | Sauber–Ferrari       | 52   | +1 okr        |           |
| 16                | 1         | 8  | Romain Grosjean   | Lotus–Renault        | 52   | +1 okr        |           |
| 17                | 1         | 10 | Kamui Kobayashi   | Caterham–Renault     | 52   | +1 okr        |           |
| 18                | 1         | 17 | Jules Bianchi     | Marussia–Ferrari     | 52   | +1 okr        |           |
| 19                | 3         | 9  | Marcus Ericsson   | Caterham–Renault     | 51   | +2 okr        |           |
| 20                | 5         | 21 | Esteban Gutiérrez | Sauber–Ferrari       | 51   | +2 okr        | [ 7 ]     |
| Niesklasyfikowani |           |    |                   |                      |      |               |           |
|                   |           | 14 | Fernando Alonso   | Ferrari              | 28   | ERS           |           |
|                   |           | 4  | Max Chilton       | Marussia–Ferrari     | 5    | wypadek       |           |
| P                 | + / –     | Nr | Kierowca          | Konstruktor          | Okr. | Czas / Strata | Komentarz |

### Najszybsze okrążenie
Źródło: Wyprzedź Mnie!
| Nr | Kierowca       | Konstruktor | Czas     | Okr. |
| -- | -------------- | ----------- | -------- | ---- |
| 44 | Lewis Hamilton | Mercedes    | 1:28,004 | 29   |

### Prowadzenie w wyścigu
Źródło: Racing–Reference.info
| Nr                              | Kierowca       | Okrążenia       | Suma |
| ------------------------------- | -------------- | --------------- | ---- |
| 44                              | Lewis Hamilton | 1, 23-25, 28-53 | 28   |
| 6                               | Nico Rosberg   | 1-23, 25-28     | 25   |
| \| Wykres \| \| ------ \| \| \| |                |                 |      |
| Wykres                          |                |                 |      |
|                                 |                |                 |      |

## Klasyfikacja po wyścigu

### Kierowcy
| P                 | +/− | Kierowca          | Starty | Punkty | P1 | P2 | P3 | PP | NO | NS |
| ----------------- | --- | ----------------- | ------ | ------ | -- | -- | -- | -- | -- | -- |
| 1                 | 0   | Nico Rosberg      | 13     | 238    | 4  | 7  | –  | 7  | 5  | 1  |
| 2                 | 0   | Lewis Hamilton    | 13     | 216    | 6  | 2  | 2  | 5  | 4  | 3  |
| 3                 | 0   | Daniel Ricciardo  | 13     | 166    | 3  | –  | 3  | –  | –  | 1  |
| 4                 | +1  | Valtteri Bottas   | 13     | 122    | –  | 2  | 2  | –  | –  | 1  |
| 5                 | −1  | Fernando Alonso   | 13     | 121    | –  | 1  | 1  | –  | –  | 1  |
| 6                 | 0   | Sebastian Vettel  | 13     | 106    | –  | –  | 2  | –  | 1  | 3  |
| 7                 | +1  | Jenson Button     | 13     | 72     | –  | –  | 1  | –  | –  | –  |
| 8                 | −1  | Nico Hülkenberg   | 13     | 70     | –  | –  | –  | –  | –  | 1  |
| 9                 | 0   | Felipe Massa      | 13     | 55     | –  | –  | 1  | 1  | 1  | 3  |
| 10                | 0   | Kimi Räikkönen    | 13     | 41     | –  | –  | –  | –  | 1  | 1  |
| 11                | +1  | Sergio Pérez      | 12     | 39     | –  | –  | 1  | –  | 1  | 2  |
| 12                | −1  | Kevin Magnussen   | 13     | 38     | –  | 1  | –  | –  | –  | 1  |
| 13                | 0   | Jean-Éric Vergne  | 13     | 11     | –  | –  | –  | –  | –  | 5  |
| 14                | 0   | Romain Grosjean   | 13     | 8      | –  | –  | –  | –  | –  | 6  |
| 15                | 0   | Daniił Kwiat      | 13     | 8      | –  | –  | –  | –  | –  | 4  |
| 16                | 0   | Jules Bianchi     | 13     | 2      | –  | –  | –  | –  | –  | 3  |
| 17                | 0   | Adrian Sutil      | 13     | 0      | –  | –  | –  | –  | –  | 5  |
| 18                | 0   | Marcus Ericsson   | 13     | 0      | –  | –  | –  | –  | –  | 5  |
| 19                | 0   | Pastor Maldonado  | 12     | 0      | –  | –  | –  | –  | –  | 4  |
| 20                | 0   | Esteban Gutiérrez | 13     | 0      | –  | –  | –  | –  | –  | 5  |
| 21                | 0   | Max Chilton       | 13     | 0      | –  | –  | –  | –  | –  | 2  |
| 22                | 0   | Kamui Kobayashi   | 12     | 0      | –  | –  | –  | –  | –  | 4  |
| Niesklasyfikowani |     |                   |        |        |    |    |    |    |    |    |
|                   |     | André Lotterer    | 1      | –      | –  | –  | –  | –  | –  | 1  |
| P                 | +/− | Kierowca          | Starty | Punkty | P1 | P2 | P3 | PP | NO | NS |

### Konstruktorzy
| P  | +/− | Konstruktor             | Starty | Punkty | P1 | P2 | P3 | PP | NO | NS |
| -- | --- | ----------------------- | ------ | ------ | -- | -- | -- | -- | -- | -- |
| 1  | 0   | Mercedes                | 26     | 454    | 10 | 9  | 2  | 12 | 9  | 4  |
| 2  | 0   | Red Bull Racing Renault | 26     | 272    | 3  | –  | 5  | –  | 1  | 4  |
| 3  | +1  | Williams Mercedes       | 26     | 177    | –  | 2  | 3  | 1  | 1  | 4  |
| 4  | −1  | Ferrari                 | 26     | 162    | –  | 1  | 1  | –  | 1  | 2  |
| 5  | 0   | McLaren Mercedes        | 26     | 110    | –  | 1  | 1  | –  | –  | 1  |
| 6  | 0   | Force India Mercedes    | 25     | 109    | –  | –  | 1  | –  | 1  | 3  |
| 7  | 0   | STR Renault             | 26     | 19     | –  | –  | –  | –  | –  | 9  |
| 8  | 0   | Lotus Renault           | 25     | 8      | –  | –  | –  | –  | –  | 10 |
| 9  | 0   | Marussia Ferrari        | 26     | 2      | –  | –  | –  | –  | –  | 5  |
| 10 | 0   | Sauber Ferrari          | 26     | 0      | –  | –  | –  | –  | –  | 10 |
| 11 | 0   | Caterham Renault        | 26     | 0      | –  | –  | –  | –  | –  | 10 |
| P  | +/− | Konstruktor             | Starty | Punkty | P1 | P2 | P3 | PP | NO | NS |